# Ann Li
Ann Li (n. 26 iunie 2000, King of Prussia⁠(d), Upper Merion Township⁠(d), Pennsylvania, SUA) este o jucătoare profesionistă de tenis din Statele Unite ale Americii. Cea mai bună clasare a carierei a fost locul 44 mondial, poziție atinsă la 10 ianuarie 2022. La momentul actual este pe locul 57 WTA. Ea a câștigat turneul Tenerife Ladies Open, în 2021.   

## Viață personală
Ambii părinți ai lui Li sunt chinezi. Mătușa ei a fost patinatoare de viteză profesionistă în China.

## Legături externe
Materiale media legate de Ann Li la Wikimedia Commons
- Ann Li la Women's Tennis Association
- Ann Li la International Tennis Federation